# Banāvand
Banāvand (persiska: بناوند) är en ort i Iran.   Den ligger i provinsen Kerman, i den centrala delen av landet, 700 km sydost om huvudstaden Teheran. Banāvand ligger 2 209 meter över havet och antalet invånare är 123.
Terrängen runt Banāvand är huvudsakligen kuperad, men västerut är den bergig.Runt Banāvand är det ganska glesbefolkat, med 42 invånare per kvadratkilometer. Närmaste större samhälle är Jarjāfk, 11,2 km nordväst om Banāvand. Omgivningarna runt Banāvand är i huvudsak ett öppet busklandskap.